# Что скажут люди (фильм, 1951)
«Что скажут люди» (англ. People Will Talk) — кинофильм режиссёра и сценариста Джозефа Манкевича, вышедший на экраны в 1951 году. Лента поставлена по мотивам пьесы немецко-швейцарского драматурга Курта Гётца «Доктор Преториус» (1934). Фильм был номинирован на премию Гильдии сценаристов США за лучшую американскую комедию.

## Сюжет
Доктор Ной Преториус (Кэри Грант) — преуспевающий владелец клиники и преподаватель медицины в одном из колледжей на Среднем Западе. У доктора есть небольшая частная клиника, в которой он успешно практикует нестандартные методы лечения, что вызывает резкое неприятие и зависть со стороны его консервативного коллеги Родни Элвелла (Хьюм Кронин), который начинает «раскапывать» сведения о прошлом Преториуса. Особенно Элвелла интересует личность молчаливого и загадочного мистера Шандерсона, который всюду сопровождает Преториуса. Тем временем в клинику к Преториусу обращается молодая незамужняя женщина Дебора Хиггинс (Джинн Крейн). Здесь она узнает, что у неё будет ребёнок, и, поскольку она не замужем, пытается покончить с собой, однако Ной спасает её, своевременно сделав операцию, после чего берёт девушку под свою опеку. Вскоре они влюбляются друг в друга и женятся. Тем временем Элвелл выдвигает на заседании кафедры обвинение в профессиональной непригодности Преториуса, однако, выслушав обе стороны, декан решает поддержать Преториуса и его прогрессивные методы лечения.

## В ролях
- Кэри Грант — доктор Ной Преториус
- Джинн Крейн — Дебора Хиггинс
- Финли Карри — мистер Шандерсон
- Хьюм Кронин — профессор Родни Элвелл
- Уолтер Слезак — профессор Баркер
- Сидни Блэкмер — Артур Хиггинс
- Бэзил Рисдейл — декан Лайман Броквелл
- Кэтрин Локк — мисс Джеймс
- Маргарет Хэмилтон — мисс Сара Пикетт
- Бесс Флауэрс — зритель на концерте (в титрах не указана)
- Стюарт Холмс — член правления факультета (в титрах не указан)

## Критика
По мнению историка кино Маргариты Ландазури, сам по себе сюжет картины не передаёт «причудливое очарование и интеллектуальное содержание фильма, а также его поразительно современный взгляд на медицинскую практику». В частности, используя характерный диалог и сложные образы, Манкевич поднимает запретные в то время темы внебрачной беременности и самоубийства, а также вводит «некоторые скрытые намёки на охоту на ведьм в период маккартизма». Как Манкевич, так и исполнители главных ролей получили отличные отзывы критики. В частности, в рецензии журнала Newsweek было отмечено, что «Грант… выдаёт одну из самых умных ролей в своей 19-летней голливудской карьере, а Крейн доказывает, как она уже сделала это в „Пинки“, что готова подняться на новый уровень от своих обычных ролей с косичками. Большая заслуга в создании этого впечатляющего фильма принадлежит очень зрелому и грамотному сценарию Манкевича». Энн Хелминг из Hollywood Citizen-News написала, что «Грант отличен в роли Преториуса, делая своего странного, благородного, скромного персонажа тёплым, правдоподобным человеком. Крейн более умела, чем обычно... а Манкевич как режиссёр настолько же выдающийся, как и Манкевич-сценарист».